# Dierbach
Dierbach là một đô thị thuộc huyện Südliche Weinstraße, bang Rheinland-Pfalz, Đức. Đô thị này có diện tích 5,48 km², dân số thời điểm 31 tháng 12 năm 2006 là 564 người.